# Liste der Stolpersteine in Lüdinghausen
In der Liste der Stolpersteine in Lüdinghausen werden die vorhandenen Gedenksteine aufgeführt, die im Rahmen des Projektes Stolpersteine des Künstlers Gunter Demnig in Lüdinghausen bisher verlegt worden sind.

## Verlegte Stolpersteine
| Adresse                           | Name                  | Inschrift | Verlegedatum | Bild                                                               | Anmerkung |
| --------------------------------- | --------------------- | --- | ------------ | ------------------------------------------------------------------ | --- |
| Bahnhofstraße 5 (Standort)        | Julie Strauss         | Hier wohnte Julie Strauss geb. Jonas Jg. 1867 deportiert 1942 Theresienstadt tot 16.8.1942                                                             | 2. Juni 2008 | Stolperstein Lüdinghausen Bahnhofstraße 5 Julie Strauss            | |
| Bahnhofstraße 5 (Standort)        | Hildegard Strauss     | Hier wohnte Hildegard Strauss Jg. 1900 geb. Servos verhaftet 1938 Gefängnis Coesfeld Flucht in den Tod 26.11.1938                                      | 2. Juni 2008 | Stolperstein Lüdinghausen Bahnhofstraße 5 Hildegard Strauss        | geboren am 11. August 1900 in Krefeld                                                                                      |
| Bahnhofstraße 5 (Standort)        | Walter Strauss        | Hier wohnte Walter Strauss Jg. 1931 deportiert 1942 Minsk ermordet                                                                                     | 2. Juni 2008 | Stolperstein Lüdinghausen Bahnhofstraße 5 Walter Strauss           | geboren am 29. Juli 1931 in Lüdinghausen                                                                                   |
| Langenbrückenstraße 10 (Standort) | Rosalie Grossmann     | Hier wohnte Rosalie Großmann geb. Elias Jg. 1866 deportiert 1942 Minsk ermordet                                                                        | 3. Juni 2009 | Stolperstein Lüdinghausen Langenbrückenstraße 10 Rosalie Grossmann | geboren am 1. November 1866 in Lüdinghausen                                                                                |
| Mühlenstraße 12 (Standort)        | Bertha Friede         | Hier wohnte Bertha Friede Jg. 1854 eingewiesen 1939 in jüd. Altersheim Bielefeld tot 3.5.1940                                                          | 2. Juni 2008 | Stolperstein Lüdinghausen Mühlenstraße 12 Bertha Friede            | |
| Mühlenstraße 12 (Standort)        | Adele Strauss         | Hier wohnte Adele Strauss Jg. 1885 deportiert 1942 ermordet in Riga                                                                                    | 2. Juni 2008 | Stolperstein Lüdinghausen Mühlenstraße 12 Adele Strauss            | geboren am 13. September 1885 in Lüdinghausen                                                                              |
| Mühlenstraße 42 (Standort)        | Hans Adler            | Hier wohnte Hans Adler Jg. 1915 deportiert 1942 Auschwitz ermordet 24.8.1942                                                                           | 2. Juni 2008 | Stolperstein Lüdinghausen Mühlenstraße 42 Hans Adler               | geboren am 1. August 1915 in Lüdinghausen                                                                                  |
| Mühlenstraße 55 (Standort)        | Willy Merländer       | Hier wohnte Willy Merländer Jg. 1898 gedemütigt/entrechtet vor Deportation tot 17.3.1942 im Krankenhaus                                                | 2. Juni 2008 | Stolperstein Lüdinghausen Mühlenstraße 55 Willy Merländer          | |
| Mühlenstraße 55 (Standort)        | Henny Merländer       | Hier wohnte Henny Merländer geb. Wertheim Jg. 1898 gedemütigt/entrechtet Flucht in den Tod 14.4.1942                                                   | 2. Juni 2008 | Stolperstein Lüdinghausen Mühlenstraße 55 Henny Merländer          | geboren am 7. Juli 1898 in Lüdinghausen                                                                                    |
| Mühlenstraße 55 (Standort)        | Rosalie Merländer     | Hier wohnte Rosalie Merländer Jg. 1863 gedemütigt/entrechtet vor Deportation tot 4.7.1941 im Krankenhaus                                               | 2. Juni 2008 | Stolperstein Lüdinghausen Mühlenstraße 55 Rosalie Merländer        | |
| Mühlenstraße 57 (Standort)        | Max Pins              | Hier wohnte Max Pins Jg. 1881 deportiert 1940 Ziel unbekannt ermordet                                                                                  | 2. Juni 2008 | Stolperstein Lüdinghausen Mühlenstraße 57 Max Pins                 | geboren am 11. Februar 1881 in Lüdinghausen                                                                                |
| Mühlenstraße 57 (Standort)        | Helmut Pins           | Hier wohnte Helmut Pins Jg. 1921 deportiert 1940 Ziel unbekannt ermordet                                                                               | 2. Juni 2008 | Stolperstein Lüdinghausen Mühlenstraße 57 Helmut Pins              | geboren am 24. September 1921 in Lüdinghausen                                                                              |
| Mühlenstraße 57 (Standort)        | Sofia Pins            | Hier wohnte Sofia Pins geb. Humberg Jg. 1880 verhaftet 1940 ermordet in Ravensbrück                                                                    | 2. Juni 2008 | Stolperstein Lüdinghausen Mühlenstraße 57 Sofia Pins               | geboren am 18. November 1880 in Klein Reken                                                                                |
| Mühlenstraße 70 (Standort)        | Johanna Pins          | Hier wohnte Johanna Pins Jg. 1880 tot vor Deportation im jüdischen Altenheim Bielefeld                                                                 | 3. Juni 2009 | Stolperstein Lüdinghausen Mühlenstraße 70 Johanna Pins             | |
| Mühlenstraße 70 (Standort)        | Hedwig Willner        | Hier wohnte Hedwig Willner geb. Pins Jg. 1883 deportiert 11.12.1941 Riga ermordet 10.1.1945 Todesmarsch nach Stutthof                                  | 3. Juni 2009 | Stolperstein Lüdinghausen Mühlenstraße 70 Hedwig Willner           | geboren am 31. Juli 1883 in Lüdinghausen                                                                                   |
| Mühlenstraße 70 (Standort)        | Robert Pins           | Hier wohnte Robert Pins Jg. 1885 deportiert 29.7.1942 Theresienstadt tot 21.4.1944                                                                     | 3. Juni 2009 | Stolperstein Lüdinghausen Mühlenstraße 70 Robert Pins              | geboren am 1. November 1885 in Lüdinghausen                                                                                |
| Mühlenstraße 70 (Standort)        | Helene Schweitzer     | Hier wohnte Helene Schweitzer geb. Pins Jg. 1887 deportiert 1942 Theresienstadt 1944 Auschwitz ermordet                                                | 3. Juni 2009 | Stolperstein Lüdinghausen Mühlenstraße 70 Helene Schweitzer        | geboren am 14. September 1887 in Lüdinghausen                                                                              |
| Mühlenstraße 70 (Standort)        | Norbert Schweitzer    | Hier wohnte Norbert Schweitzer Jg. 1923 Flucht 1939 Holland interniert Westerbork deportiert 1944 Auschwitz Todesmarsch 1945 nach Flossenbürg ermordet | 3. Juni 2009 | Stolperstein Lüdinghausen Mühlenstraße 70 Norbert Schweitzer       | geboren am 26. Dezember 1923 in Dortmund                                                                                   |
| Olfener Straße 10 (Standort)      | Hugo Strauss          | Hier wohnte Hugo Strauss Jg. 1867 deportiert 1942 Theresienstadt tot 10.8.1942                                                                         | 2. Juni 2008 | Stolperstein Lüdinghausen Olfener Straße 10 Hugo Strauss           | geboren am 31. Januar 1867 in Seppenrade                                                                                   |
| Olfener Straße 10 (Standort)      | Regina Strauss        | Hier wohnte Regina Strauss geb. Frankenstein Jg. 1868 deportiert 1942 Theresienstadt tot 11.11.1942                                                    | 2. Juni 2008 | Stolperstein Lüdinghausen Olfener Straße 10 Regina Strauss         | geboren am 19. August 1868 in Imbshausen                                                                                   |
| Olfener Straße 10 (Standort)      | Fritz Strauss         | Hier wohnte Fritz Strauss Jg. 1903 deportiert 1941 Riga ermordet 31.7.1942                                                                             | 2. Juni 2008 | Stolperstein Lüdinghausen Olfener Straße 10 Fritz Strauss          | geboren am 27. Oktober 1903 in Seppenrade                                                                                  |
| Olfener Straße 10 (Standort)      | Anna Strauss          | Hier wohnte Anna Strauss geb. Wieler Jg. 1907 deportiert 1941 Riga ermordet                                                                            | 2. Juni 2008 | Stolperstein Lüdinghausen Olfener Straße 10 Anna Strauss           | geboren am 11. Juni 1907 in Wiesbaden                                                                                      |
| Olfener Straße 10 (Standort)      | Mathilde Frankenstein | Hier wohnte Mathilde Frankenstein Jg. 1873 deportiert 1942 Ziel unbekannt ermordet                                                                     | 2. Juni 2008 | Stolperstein Lüdinghausen Olfener Straße 10 Mathilde Frankenstein  | |
| Olfener Straße 10 (Standort)      | Rosalie Meyer         | Hier wohnte Rosalie Meyer geb. Hertz Jg. 1874 deportiert 1942 Ziel unbekannt ermordet                                                                  | 2. Juni 2008 | Stolperstein Lüdinghausen Olfener Straße 10 Rosalie Meyer          | geboren am 8. Mai 1874 in Coesfeld Entgegen der Aufschrift auf dem Stein ist Rosalie Meyer eine geborene Isaak, gen. Hertz |
| Olfener Straße 10 (Standort)      | Dora Meyer            | Hier wohnte Dora Meyer Jg. 1874 deportiert 1942 Ziel unbekannt ermordet                                                                                | 2. Juni 2008 | Stolperstein Lüdinghausen Olfener Straße 10 Dora Meyer             | geboren am 10. Oktober 1874 in Haltern                                                                                     |
| Olfener Straße 10 (Standort)      | Caecilia Meyer        | Hier wohnte Caecilia Chava Meyer Jg. 1877 deportiert 1942 Ziel unbekannt ermordet                                                                      | 2. Juni 2008 | Stolperstein Lüdinghausen Olfener Straße 10 Caecilia Chava Meyer   | geboren am 8. März 1877 in Haltern                                                                                         |
| Olfener Straße 18 (Standort)      | Jakob Kaufmann        | Hier wohnte Jakob Kaufmann Jg. 1882 denunziert verhaftet Nov. 1939 Sachsenhausen ermordet 7.11.1942                                                    | 3. Juni 2009 | Stolperstein Lüdinghausen Olfener Straße 18 Jacob Kaufmann         | geboren am 20. Mai 1882 in Kapellen                                                                                        |
| Olfener Straße 18 (Standort)      | Fanny Kaufmann        | Hier wohnte Fanny Kaufmann geb. Humberg Jg. 1882 denunziert verhaftet Nov. 1939 Ravensbrück ermordet 9.2.1942                                          | 3. Juni 2009 | Stolperstein Lüdinghausen Olfener Straße 18 Fanny Kaufmann         | geboren am 3. April 1882 in Darfeld                                                                                        |